# Condado de Harney
O Condado de Harney é um dos 36 condados do Estado americano do Oregon. A sede do condado é Burns, e sua maior cidade é Burns. O condado possui uma área de 26 486 km² (dos quais 239 km² estão cobertos por água), uma população de 7 609 habitantes, e uma densidade populacional de 0,4 hab/km² (segundo o censo nacional de 2000). O condado foi fundado em 1889.